# Commercio di Genova
Il Commercio di Genova è stata una fregata a vela della marina del Regno di Sardegna.

## Storia
Il Commercio di Genova deve il proprio nome ai commercianti genovesi che ne pagarono la costruzione e la donarono alla marina del Regno, allora appena riformata dopo l'aumento territoriale e l'acquisizione di Genova seguiti al congresso di Vienna. La marina del regno prima di allora si componeva di una squadra di vecchie navi, di cui facevano parte ancora galee e mezze-galee, inadeguata a difendere i traffici dei mercanti genovesi in un'epoca in cui la pirateria barbaresca era ancora attiva. Progettata da Giacomo Biga come fregata da 60 cannoni e costruita ai cantieri della Foce assieme alla sorella Maria Teresa tra il 1816 ed il 1817, prese servizio nel 1819.
La prima, e forse unica, vera azione militare compiuta dall'imbarcazione fu quella di guidare la squadra navale sarda, capitanata da Francesco Sivori, durante la battaglia navale di Tripoli del 1825.  A causa del legno fresco usato per la sua costruzione ebbe vita breve.